# Philadelphia Eagles 2006
La stagione 2006 dei Philadelphia Eagles è stata la 74ª disputata dalla franchigia nella National Football League. La squadra vinse la propria division con un record di 10-6 e nel primo turno di playoff batté i New York Giants malgrado l'infortunio del quarterback titolare Donovan McNabb nella settimana 11.

## Calendario

### Stagione regolare
| Turno | Data                | Avversario           | Risultato          | Stadio                  | Pubblico           |
| ----- | ------------------- | -------------------- | ------------------ | ----------------------- | ------------------ |
| 1     | 10/9/2006           | Houston Texans       | V 24–10            | Reliant Stadium         | 70,180             |
| 2     | 17/9/2006           | New York Giants      | S 30–24 (DTS)      | Lincoln Financial Field | 69,241             |
| 3     | 24/9/2006           | San Francisco 49ers  | V 38–24            | Monster Park            | 68,166             |
| 4     | 2/10/2006           | Green Bay Packers    | V 31–9             | Lincoln Financial Field | 69,222             |
| 5     | 8/10/2006           | Dallas Cowboys       | V 38–24            | Lincoln Financial Field | 69,268             |
| 6     | 15/10/2006          | New Orleans Saints   | S 27–24            | Louisiana Superdome     | 68,269             |
| 7     | 22/10/2006          | Tampa Bay Buccaneers | S 23–21            | Raymond James Stadium   | 65,808             |
| 8     | 29/10/2006          | Jacksonville Jaguars | S 13–6             | Lincoln Financial Field | 69,249             |
| 9     | Settimana di pausa  | Settimana di pausa   | Settimana di pausa | Settimana di pausa      | Settimana di pausa |
| 10    | 12/11/2006          | Washington Redskins  | V 27–3             | Lincoln Financial Field | 69,143             |
| 11    | 19/11/2006          | Tennessee Titans     | S 31–13            | Lincoln Financial Field | 69,232             |
| 12    | 26/11/2006          | Indianapolis Colts   | S 45–21            | RCA Dome                | 57,296             |
| 13    | 4/12/2006           | Carolina Panthers    | V 27–24            | Lincoln Financial Field | 69,068             |
| 14    | 10/12/2006          | Washington Redskins  | V 21–19            | FedExField              | 84,164             |
| 15    | 17/12/2006          | New York Giants      | V 36–22            | Giants Stadium          | 78,657             |
| 16    | 25/12/2006          | Dallas Cowboys       | V 23–7             | Texas Stadium           | 62,839             |
| 17    | December 31/12/2006 | Atlanta Falcons      | V 24–17            | Lincoln Financial Field | 69,341             |

### Playoff
| Turno      | Data      | Avversario         | Risultato | Stadio                  | Pubblico |
| ---------- | --------- | ------------------ | --------- | ----------------------- | -------- |
| Wild Card  | 7/1/2007  | New York Giants    | V 23–20   | Lincoln Financial Field | 69,094   |
| Divisional | 13/1/2007 | New Orleans Saints | S 27–24   | Louisiana Superdome     | 70,001   |